# YAWARA! オリジナル・サウンドトラック
『YAWARA! オリジナル・サウンドトラック』（ヤワラ オリジナル・サウンドトラック）は、浅香唯主演映画のサウンドトラック。1989年4月15日にマイカルハミングバードよりリリースされた。

## 解説
- 1989年4月15日公開の浅香唯主演・東宝映画『YAWARA!』のサウンドトラック。
- 浅香が担当した主題歌「NEVERLAND 〜YAWARA!メインテーマ〜」、挿入歌「TRUE LOVE」「笑顔はどうしたの」の他、劇中のセリフも一部収録されている。

## 収録曲
1. JUDO ROCK II
  - 作曲・編曲: KEN YAJIMA
2. THEME OF YAWARA
  - 作曲・編曲: KEN YAJIMA
3. JUDO ROCK I
4. TRUE LOVE
  - 作詞: 吉元由美、作曲: 井上ヨシマサ、編曲: 井上鑑
  - 歌: 浅香唯
5. RIVALRY IN LOVE
  - 作曲・編曲: KEN YAJIMA
6. I JUST CAME TO DANCE 〜 YOU ARE SPECIAL
  - 作詞: LINDA HENNRICK、作曲・編曲: KEN YAJIMA
  - 歌: RADIO VOICE
7. TEARS FOR YOU
  - 作曲・編曲: KEN YAJIMA
8. 笑顔はどうしたの
  - 作詞: 麻生圭子、作曲: NOBODY、編曲: 井上鑑
  - 歌: 浅香唯
9. バルセロナの想い
  - 作曲・編曲: KEN YAJIMA
10. NEVERLAND 〜YAWARA!メインテーマ〜
  - 作詞: 麻生圭子、作曲: NOBODY、編曲: 井上鑑
  - 歌: 浅香唯

## スタッフ
- プロデューサー: 加藤要、大場龍男（東宝音楽出版）
- ディレクター: 山本竜夫
- エンジニア: 草柳俊一
- アシスタント・エンジニア: 長谷部敦、池渕秀一
- カバー・デザイン: 阿部隆一

## 関連作品
- TRUE LOVE
- NEVERLAND 〜YAWARA!メインテーマ〜